# Louis Didier Jousselin
Louis Didier Jousselin (Blois, 1. travnja 1776. — Vienne-en-Val, 3. prosinca 1858.),  bio je francuski inženjer.
Jousselin je započeo studij na École polytechnique. Sudjelovao je u izgradnji Grand Canal du Nord u Maastrichtu 1813. – 14., u obrani Hamburga pod Louisom Nicolasom Davoutom, tijekom koje je izgradio 6 km dug drveni most preko rijeke Labe. Most od Hamburga (Brooktor) i Harburga izgrađen je za samo 100 dana.  Postao je inspektor Corps des Ponts et Chaussees 1815. Poslije Napoleonovog pada, degradiran je i nadgledao je izgradnju nasipa u Orléansu (Quai du Fort Alleaume, Quai du Roi). Kasnije je dobio premještaj u Nièvre, gdje se bavio bočnim kanalom rijeke Loire (koji je otovoren 1838). Izabran je za zastupnika departmana Loiret 1831., a poslije toga povukao se u mirovinu u Vienne-en-Val gdje je i sahranjen. Njegovo ime nalazi se na popisu 72 znanstvenika ugraviranih na Eifellovom tornju.